# Juan Moya Idígoras

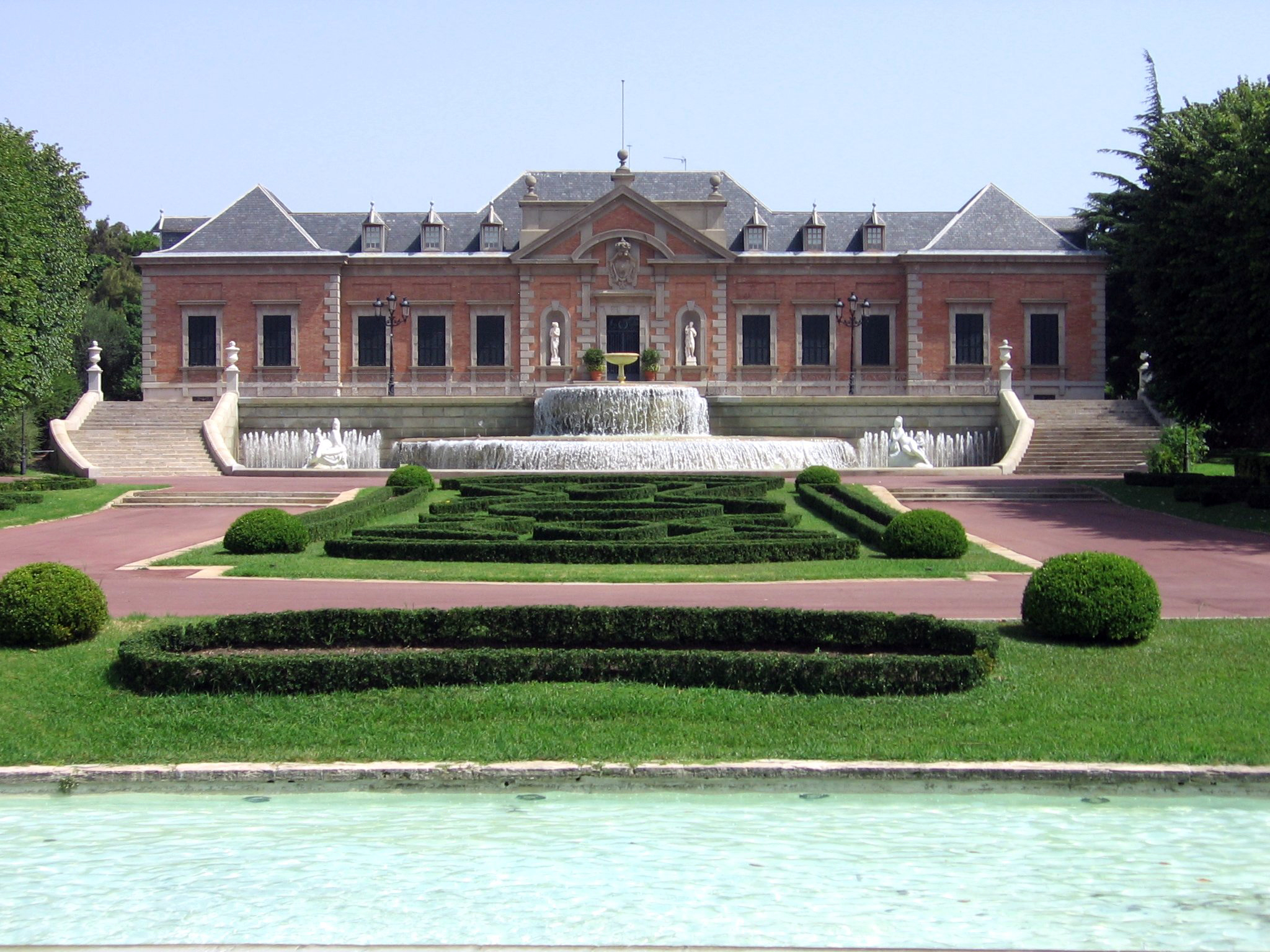
Palacio de Albéniz, de Juan Moya.

Juan Moya Idígoras (Madrid, 22 de enero de 1867 - Madrid, 25 de enero de 1953) fue un arquitecto español, hermano del ingeniero Luis Moya Idígoras (diseñador del depósito elevado de Chamberí). Colaboró en muchos de sus proyectos arquitectónicos con Eduardo Reynals. Hizo su obra arquitectónica en diversas localidades de Cantabria y Madrid. Fue un ferviente admirador y ejecutor del barroco que vino a resurgir en un historicismo neobarroco. Fue académico de la Academia de Bellas Artes en 1920.

## Carrera
Finalizó en 1892 sus estudios de Arquitectura en Madrid. Sus primeras obras las realizó en colaboración con los arquitectos Ricardo García Guereta y Miguel de Olabarría (sustituyó a este último, tras su muerte, en la ejecución de las obras del Seminario Conciliar de Madrid). Realizó la denominada "casa del cura de San José" en la calle de Alcalá (lugar donde dio comienzo la construcción de la Gran Vía) en colaboración con el arquitecto asturiano Joaquín María Fernández Menéndez Valdés. Moya se dedicó al diseño de la fachada barroca. Comenzó a trabajar en el proyecto del Edificio Telefónica en colaboración con Ignacio Cárdenas pero abandonó por diferencias irreconciliables con los propietarios. Obtuvo el cargo de Arquitecto de Palacio y Sitios Reales, encargándose de reformas en el Palacio Real, así como de la construcción del palacio de Albéniz en Barcelona. Creó una estirpe de arquitectos: su hijo Emilio Moya Lledós y su nieto Juan Moya Arderíus, Premio Nacional de Arquitectura de España.